# European Democratic Education Community
The European Democratic Education Community (EUDEC) (De Europese Democratische Onderwijs Gemeenschap) is een Europese non-profitorganisatie die democratisch onderwijs promoot als een praktisch onderwijsmodel voor alle democratische staten. EUDEC streeft naar meer democratisch onderwijs in Europa. Opgericht in februari 2008 als een project van Phoenix Education Trust gevestigd in het Verenigd Koninkrijk, de organisatie is geregistreerd als onafhankelijke non-profit-ngo in Duitsland sinds 2009.

## Over EUDEC
EUDEC's leden zijn individuen, scholen en instellingen in Europa met jarenlange ervaring in democratisch onderwijs. De organisatie van EUDEC weerspiegelt de democratische onderwijsfilosofie die opkomt om scholieren een actieve rol te laten spelen op alle niveaus van de school organisatie: bv. als individuele leden, in conferentie-planning, de organisatie van programma's en in de EUDEC Raad zelf.
De EUDEC faciliteert een netwerk van elkaar wederzijds ondersteunende democratische onderwijs liefhebbers en instellingen in de vorm van online informatie over democratisch onderwijs in theorie en praktijk, publicaties, conferenties, vergaderingen en seminars, school partnerschappen en uitwisselingen.
Individuen, scholen, opstartende scholen, en organisaties kunnen lid worden van de gemeenschap. Sinds oktober 2014 vertegenwoordigt de gemeenschap meer dan 58.000 studenten, 43 scholen, veel opstartende groepen en 3 organisaties, waaronder de German National Association of Free Alternative Schools (BFAS), de in het Verenigd Koninkrijk gevestigde Phoenix Education Trust en de Swiss Union of Student Organisations (USO), evenals als talrijke individuele leden.
De Gemeenschap werd opgericht tijdens de Europese Democratische Onderwijs Conferentie in 2008. Deze conferentie wordt nu jaarlijks gehouden en maakt deel uit van de vaste activiteiten van de Gemeenschap. Tijdens deze conferentie wordt ook de jaarlijkse algemene ledenvergadering van EUDEC gehouden waarin functionarissen van de gemeenschap gekozen worden en beslissingen worden gemaakt over de werking van de Gemeenschap. Iedere twee jaar verkiest de Gemeenschap een Raad van 7 tot 11 leden die de belangen van de gemeenschap behartingd tussen de vergaderingen in.

## Democratisch Onderwijs
Er zijn twee hoofdpijlers van democratisch onderwijs; zelf-gestuurd leren en een gemeenschap gebaseerd op gelijkheid en wederzijds respect. Studenten in democratische scholen en universiteiten bepalen zelf hoe en waaraan ze hun tijd op school besteden, streven hun belangen na en bereiden zich voor op hun leven en gekozen carrières. Leren kan plaatsvinden in klaslokalen, juist zoals in conventionele scholen maar er zijn veel manieren om buiten de klaslokalen te leren, zoals zelfstandig studeren, internet onderzoek, spelen van games, vrijwilligerswerk, projecten uitvoeren, musea bezoeken, reizen en discussiëren met vrienden en leraren. De beste instelling voor het leren of zelfs werken is er een waarin onze rechten en meningen gerespecteerd worden. Democratische scholen hebben vergaderingen waarin alle leden van de gemeenschap een gelijke stem hebben, ongeacht leeftijd of status. Studenten en leraren kunnen samen zitten als gelijken om te onderhandelen en te stemmen over schoolregels, leerinhoud, projecten, het inhuren van personeel en zelfs over budgettaire zaken. Dit proces is een van de manieren waarop democratische scholen een omgeving creëren waarin kinderen kunnen bloeien en groeien tot tolerante, ruimdenkende, verantwoordelijke mensen die weten hoe ze hun mening naar buiten kunnen brengen en hoe te luisteren naar die van anderen en hoe ze actieve burgers in een moderne democratische samenleving kunnen worden.

## EUDEC Evenementen
Sinds de eerste EUDEC-conferentie in het Duitse Leipzig in 2008 is er ieder jaar een algemene jaarlijkse EUDEC-ontmoeting of -conferentie geweest. De gebeurtenissen staan hieronder vermeld in chronologische volgorde:
- 2008 - EUDEC Conferentie Leipzig, Duitsland - georganiseerd door de Freie Schule Leipzig
- 2009 - Eudec Jaarlijkse Algemene Ontmoeting Cieszyn, Polen
- 2010 - EUDEC Jaarlijkse Algemene Vergadering Roskilde, Denemarken - gehost door Det Frie Gymnasium en Den Demokratiske Skole
- 2011 - De IDEC@EUDEC Conferentie Devon, Engeland. Deze conferentie was een combinatie van de EUDEC Conferentie en de International Democratic Education Conference uit 2011 (IDEC)
- 2012 - De EUDEC Conferentie in Freiburg, Duitsland - georganiseerd door de Kapriole
- 2013 - De EUDEC Conferentie, Nederland[2]
- 2014 - De EUDEC Conferentie, Kopenhagen, Denemarken[3] - georganiseerd door Det Frie Gymnasium
- 2015 - Het EUDEC congres, Warschau, Polen[4] - georganiseerd door Fundacji Bullerbyn
- 2016 - Het IDEC@EUDEC Congres zal plaatsvinden in Finland[5]